# Yasuto Wakizaka
Yasuto Wakizaka (脇坂 泰斗 Wakizaka Yasuto?, Kanagawa, 11 de junio de 1995) es un futbolista japonés que juega como centrocampista en el Kawasaki Frontale de la J1 League.

## Trayectoria
En 2018 se unió al Kawasaki Frontale de la J1 League.

## Clubes
| Club              | País  | Año   |
| ----------------- | ----- | ----- |
| Kawasaki Frontale | Japón | 2018- |

## Palmarés

### Títulos nacionales
| Título             | Club              | País  | Año  |
| ------------------ | ----------------- | ----- | ---- |
| J1 League          | Kawasaki Frontale | Japón | 2018 |
| Supercopa de Japón | Kawasaki Frontale | Japón | 2019 |
| Copa J. League     | Kawasaki Frontale | Japón | 2019 |
| J1 League          | Kawasaki Frontale | Japón | 2020 |
| Copa del Emperador | Kawasaki Frontale | Japón | 2020 |
| Supercopa de Japón | Kawasaki Frontale | Japón | 2021 |
| J1 League          | Kawasaki Frontale | Japón | 2021 |
| Copa del Emperador | Kawasaki Frontale | Japón | 2023 |
| Supercopa de Japón | Kawasaki Frontale | Japón | 2024 |

### Títulos internacionales
| Título                                | Club (*)           | País  | Año  |
| ------------------------------------- | ------------------ | ----- | ---- |
| Campeonato de Fútbol de Asia Oriental | Selección de Japón | Japón | 2022 |

(*) Incluyendo la selección.